# مونغومو
مونغومو (بالإنجليزية: Mongomo)‏ مدينة في شرق غينيا الإستوائية.
احتضنت المدينة كأس الأمم الأفريقية لكرة القدم 2015.

## أعلام
- فيليب أوفونو
- فرانسيسكو ماسياس نغيما